# Pectocarya
Pectocarya es un género de plantas con flores de la familia Boraginaceae. Comprende 15 especies descritas y de estas solo 11 aceptadas.

## Descripción
Son pequeñas plantas anuales que llevan pequeñas flores blancas de no más de 3 milímetros de diámetro. Sus frutos  a menudo tienen pequeñas protuberancias que se parecen a los dientes de un peine. Los nuececillas por lo general vienen en grupos de cuatro. Estas plantas se encuentran principalmente en el oeste de América del Norte.

## Taxonomía
El género fue descrito por DC. ex Meisn. y publicado en Plantarum vascularium genera secundum ordines ... 1: 279. 1840.

## Especies aceptadas
A continuación se brinda un listado de las especies del género Pectocarya aceptadas hasta septiembre de 2013, ordenadas alfabéticamente. Para cada una se indica el nombre binomial seguido del autor, abreviado según las convenciones y usos.
- Pectocarya anomala I.M. Johnst.
- Pectocarya boliviana (I.M. Johnst.) I.M. Johnst.
- Pectocarya dimorpha I.M. Johnst.
- Pectocarya heterocarpa (I.M. Johnst.) I.M. Johnst.
- Pectocarya linearis (Ruiz & Pav.) DC.
- Pectocarya penicillata A.DC.
- Pectocarya peninsularis I.M. Johnst.
- Pectocarya platycarpa (Munz & I.M. Johnst.) Munz & I.M. Johnst.
- Pectocarya pusilla A. Gray
- Pectocarya recurvata I.M. Johnst.
- Pectocarya setosa A. Gray